# Alinea berengerae
Espèce
Synonymes
- Mabuya berengerae Miralles, 2006

Alinea berengerae est une espèce de sauriens de la famille des Scincidae.

## Répartition
Cette espèce est endémique de l'île de San Andrés dans l'archipel de San Andrés, Providencia et Santa Catalina en Colombie.

## Étymologie
Cette espèce est nommée en l'honneur de Bérengère, épouse du descripteur.

## Publication originale
- Miralles, 2006 : A new species of Mabuya (Reptilia, Squamata, Scincidae) from the Caribbean Island of San Andrés, with a new interpretation of nuchal scales: a character of taxonomic importance. Herpetological Journal, vol. 16, no 1, p. 1-7.